# Samé Diomgoma
Samé Diomgoma est une commune rurale malienne, située dans le pays de la Guïdimaxa, de l'arrondissement de Samé, dans le cercle et la région de Kayes. La commune a pour chef-lieu la localité de Samé.

## Histoire
Une plantation de Sisal (Agave sisalana) est exploitée à Samé pendant les années 1920. Le Sisal est une plante textile originaire du Mexique, dont la fibre est employée dans divers usages de corderie.

## Villages
La commune s'étend sur 17 localités relevées lors du recensement général de 2009. 
Les villages les plus peuplés sont :
- Samé Ouolof (1 708 habitants) ;
- Samé Plantation (1 461 habitants) ;
- Gouka (1 449 habitants) ;
- Darsalam Planta (1 222 habitants).

La loi 2023-007 attribue à la commune rurale 17 villages  :
- Samé Ouolof
- Samé Plantation
- Dar-Salam Plantation
- Dogofili
- Diawara-Kunda
- Niodougou
- Kofoulabé-Samé
- Maréna
- Koussoumalé
- Gouka
- Sankara
- Madina
- Kassana
- Djendié
- Badinkaré
- Badé
- Dar-Salam-Samé